# Agriotypus jilinensis
Agriotypus jilinensis là một loài tò vò trong họ Ichneumonidae.